# Gøglernes aften (album)
 For alternative betydninger, se Gøglernes aften. (Se også artikler, som begynder med Gøglernes aften)
Gøglernes aften (Live i Skandinavien) er Gasolin's tiende album, der udkom i 1978.
"Dråben" er mere kendt som "Som et strejf af en dråbe".

## Spor
1. "Stakkels Jim" (Tekst: Gasolin', M. Mogensen. Musik: traditionel)
2. "Get On The Train" (Tekst: Gasolin', O. Ahlstrup, M. Mogensen. Musik: Gasolin')
3. "Det bedste til mig og mine venner" (Tekst: Gasolin', M. Mogensen. Musik: Gasolin')
4. "This Is My Life" (Tekst: D. Beck, Gasolin', M. Moloney. Musik: Gasolin')
5. "Jumbo nummer nul" (Tekst: Gasolin', M. Mogensen. Musik: Gasolin')
6. "Strengelegen" (Tekst og musik: Gasolin')
7. "Hva' gør vi nu, lille du" (Tekst: Gasolin', M. Mogensen. Musik: Gasolin')
8. "Rabalderstræde" (Tekst: Gasolin', M. Mogensen. Musik: Larsen, Jønsson)
9. "Dråben" (Tekst: Gasolin'. Musik: Larsen)

Lp'en er udgivet i farverne sort, gul, rød og blå vinyl. Den sorte er mest almindelig. De andre farver er i høj kurs på grund af deres sjældenhed.